# فهرست قنات‌های شهرستان کمیجان
جدول زیر بر اساس آمار وزارت جهاد کشاورزیتهیه شده‌است. فهرست زیر قنات‌های شهرستان کمیجان در استان مرکزی را نشان می‌دهد.
| نام قنات        | موقعیت                     | نزدیک‌ترین روستا | طول قنات (متر) | تعداد میله چاه | عمق مادر چاه | دبی (لیتر بر ثانیه) | سطح زیر کشت (هکتار) |
| --------------- | -------------------------- | --------------- | -------------- | -------------- | ------------ | ------------------- | ------------------- |
| اقادربند        | بخش میلاجرد شهرستان کمیجان | اقچه کهریز      | ۰              | ۴۵             | ۰            | ۱۵                  | ۰                   |
| اقچه کهریز      | بخش میلاجرد شهرستان کمیجان | اقچه کهریز      | ۰              | ۵۲             | ۰            | ۱۶                  | ۱۵۰                 |
| جعفرآباد        | بخش میلاجرد شهرستان کمیجان | جعفرآباد        | ۰              | ۳۱             | ۰            | ۵                   | ۲۰۰                 |
| خان‌آباد         | بخش میلاجرد شهرستان کمیجان | خان‌آباد         | ۰              | ۶۰             | ۰            | ۱۲٫۵                | ۱۲۰                 |
| فامرین          | بخش میلاجرد شهرستان کمیجان | فامرین          | ۰              | ۸۰             | ۰            | ۸                   | ۴۰۰                 |
| محمدآباد شکرائی | بخش میلاجرد شهرستان کمیجان | محمدآباد        | ۰              | ۱۵۰            | ۰            | ۰                   | ۱۵۰                 |